# PureNRG
PureNRG foi um grupo cristão de música pop de Nashville, Tennessee. Atualmente têm cinco álbuns lançados: o auto-intitulado, de estreia, "pureNRG" (lançado em maio de 2007), seu segundo álbum "Here We Go Again" (lançado em abril de 2008), um álbum natalino "A pureNRG Christmas" (lançado em setembro de 2008), e um álbum de remixes "reNRGized" (lançado em março de 2009), e "The Real Thing" (lançado em julho de 2009) e só o mais recente "Graduation: The best of pureNRG".